# Yu Wai Seung
Yu Wai Seung (21 de enero de 1972) es una deportista hongkonesa que compitió en judo. Ganó una medalla de bronce en los Juegos Asiáticos de 1990 en la categoría de –52 kg.

## Palmarés internacional
| Juegos Asiáticos | Juegos Asiáticos | Juegos Asiáticos  | Juegos Asiáticos |
| Año              | Lugar            | Medalla           | Categoría        |
| ---------------- | ---------------- | ----------------- | ---------------- |
| 1990             | Pekín (China)    | Medalla de bronce | –52 kg           |